# 皮希尔-凯尼施
皮希尔-凯尼施是奥地利施蒂利亚州利岑县的一个市镇。总面积29.84平方公里，总人口767人，人口密度25.7人/平方公里（2005年）。